# أندريه كروفورد
أندريه كروفورد (بالإنجليزية: Andre Crawford) هو قاتل متسلسل أمريكي، ولد في 20 مارس 1962 في الولايات المتحدة.